# 克莱钦
克莱钦（德語：Kletzin）是德国梅克伦堡-前波美拉尼亚州的市镇，隶属于梅克伦堡湖区县。总面积为27.28平方千米，截至2023年12月31日总人口为708人。